# Рєзанов Олександр Іванович
Рєзанов Олександр Іванович (1817, Санкт-Петербург — 1887, С.-Петербург) — російський архітектор, академік архітектури (1850), професор Імператорської Академії мистецтв з 1852 року і її ректор з архітектури в 1871—1887 роках. Перший голова Петербурзького товариства архітекторів (1870—1887). Таємний радник (з 1877).
У десять років був відданий до Імператорської Академії мистецтв на архітектурне відділення в клас К. А. Тона. Під час навчання в Академії в 1830, 1831 і 1837 роках отримав срібні медалі. Закінчив Академію в 1839 році зі званням художника архітектури XIV класу, Великою золотою медаллю за проект театрального училища і правом на пенсіонерську поїздку за кордон. З 1838 року служив у свого вчителя К. А. Тона малювальником в креслярській комісії з побудови Храму Христа Спасителя в Москві.
У 1840—1842 роках був помічником К. А. Тона на будівництві Кремлівського палацу і Малого театру. Під керівництвом Тона брав участь в створенні «Атласу нормальних сільських будівель».

У 1842 році виїхав пенсіонером за кордон, де спочатку вивчав пам'ятники архітектури в Італії, потім, разом М. Л. Бенуа і О. І. Кракау здійснював реставрацію собору в Орвієто. Опис реставрації було видано окремим виданням і принесло авторам популярність серед європейських зодчих. Після повернення в Росію отримав в 1850 році звання академіка архітектури і був призначений старшим архітектором Департаменту наділів; перебував на цій посаді аж до своєї кончини.
З 1854 року викладав креслення і будівельне мистецтво в Землемірному училищі у Санкт-Петербурзі, з 1857 року — в Імператорськый Академії мистецтв. У 1865 році отримав посаду професора, в 1871 році був призначений ректором Академії по архітектурі. У 1872 році був призначений товаришем (заступником) головного архітектора, а в 1881 році — головним архітектором зі спорудження Храму Христа Спасителя.
Головний архітектор Гофінтендантської контори. Архітектор Найвищого двору (1864). Один із засновників, почесний член Імператорського Санкт-Петербурзького Товариства архітекторів. Перший голова Товариства в 1870—1887 роках. Почесний член-кореспондент Королівського інституту британських архітекторів (1876).